# Declan Welsh & The Decadent West
Declan Welsh & The Decadent West is een Britse rockband uit Glasgow, gevormd in 2015. De band bestaat uit zanger Declan Welsh en zijn band, The Decadent West, die bestaat uit gitarist Duncan McBride, bassist Ben Corlett en drummer Murray Noble. Op 1 juni 2018 kwam na zes singles de debuut-ep uit van de band, All My Dreams Are Dull. Op 18 oktober 2019 hun debuutalbum uit, Cheaply Bought, Expensively Sold, en op 4 september 2020 kwam hun tweede ep uit, We Wish You All the Best. Na het uitbrengen van de drie singles Another One, Parisian Friends en Talking To Myself kwam een derde ep uit in 2021, It's Been A Year. In mei 2022 kondigde de band hun vierde ep Impermanency aan, dat op 4 juli 2022 werd uitgebracht. Op 4 oktober bracht de band hun nieuwe single ''Mercy'' uit, samen met de aankondiging voor hun tweede studioalbum 2 dat in 2023 verscheen.

## Discografie

### Albums
| Jaar | Titel                            |
| ---- | -------------------------------- |
| 2019 | Cheaply Bought, Expensively Sold |
| 2023 | 2                                |

### EP'S
| Jaar | Titel                    |
| ---- | ------------------------ |
| 2018 | All My Dreams Are Dull   |
| 2020 | We Wish You All the Best |
| 2021 | It's Been A Year         |
| 2022 | Impermanency             |

### Singles
| Jaar | Titel              | Album                            |
| ---- | ------------------ | -------------------------------- |
| 2017 | Mirrors            | Geen album                       |
| 2017 | Nazi Boys          | Geen album                       |
| 2017 | Useless            | Geen album                       |
| 2018 | Shiny Toys         | All My Dreams Are Dull           |
| 2018 | Do What You Want   | All My Dreams Are Dull           |
| 2018 | Lull               | All My Dreams Are Dull           |
| 2018 | So It Goes         | Geen album                       |
| 2019 | Absurd             | Cheaply Bought, Expensively Sold |
| 2019 | Different Strokes  | Cheaply Bought, Expensively Sold |
| 2019 | No Fun             | Cheaply Bought, Expensively Sold |
| 2019 | How Does Your Love | Cheaply Bought, Expensively Sold |
| 2020 | Times              | Cheaply Bought, Expensively Sold |
| 2020 | Ghosted            | We Wish You All the Best         |
| 2020 | Useful             | We Wish You All the Best         |
| 2021 | Another One        | It's Been A Year                 |
| 2021 | Parisian Friends   | It's Been A Year                 |
| 2021 | Talking To Myself  | It's Been A Year                 |
| 2022 | Impermanency       | Impermanency                     |
| 2022 | Aw The Time        | Impermanency                     |
| 2022 | Mercy              | Geen album                       |